# Rombout Hogerbeets

Rombout Hogerbeets

Rombout Hogerbeets, ook Hoogerbeets, (Hoorn, 24 juni 1561 – Wassenaar, 7 september 1625) was een Nederlands politicus.

## Beroep
Hogerbeets was tussen 1590 en 1596 en van 1617 tot 1618 pensionaris van Leiden. Hij werd in 1596 benoemd tot lid van de Hoge Raad van Holland en Zeeland.

## Bestandstwisten
Hogerbeets kwam in politieke problemen toen de Bestandstwisten uitbraken in 1617. Hij koos de kant van Johan van Oldenbarnevelt en werd daarom in augustus 1618 gearresteerd.

## Veroordeling
Na een proces werd hij samen met Hugo de Groot in 1619 tot levenslange gevangenisstraf en verbeurdverklaring van al zijn goederen veroordeeld. Uiteindelijk zou hij vier jaar in gevangenschap in Slot Loevestein doorbrengen. Zijn vrouw Hillegonda Wentzen stierf na een jaar gevangenschap (in de cel naast Hogerbeets) in 1620. Hogerbeets werd in augustus 1625 op bevel van de in dat jaar aangetreden stadhouder Frederik Hendrik vrijgelaten. Kort na zijn vrijlating stierf Hogerbeets in het Huis ter Weer in Wassenaar en werd begraven in de Haagse Grote of Sint-Jacobskerk.